# Precinct of St Katharine

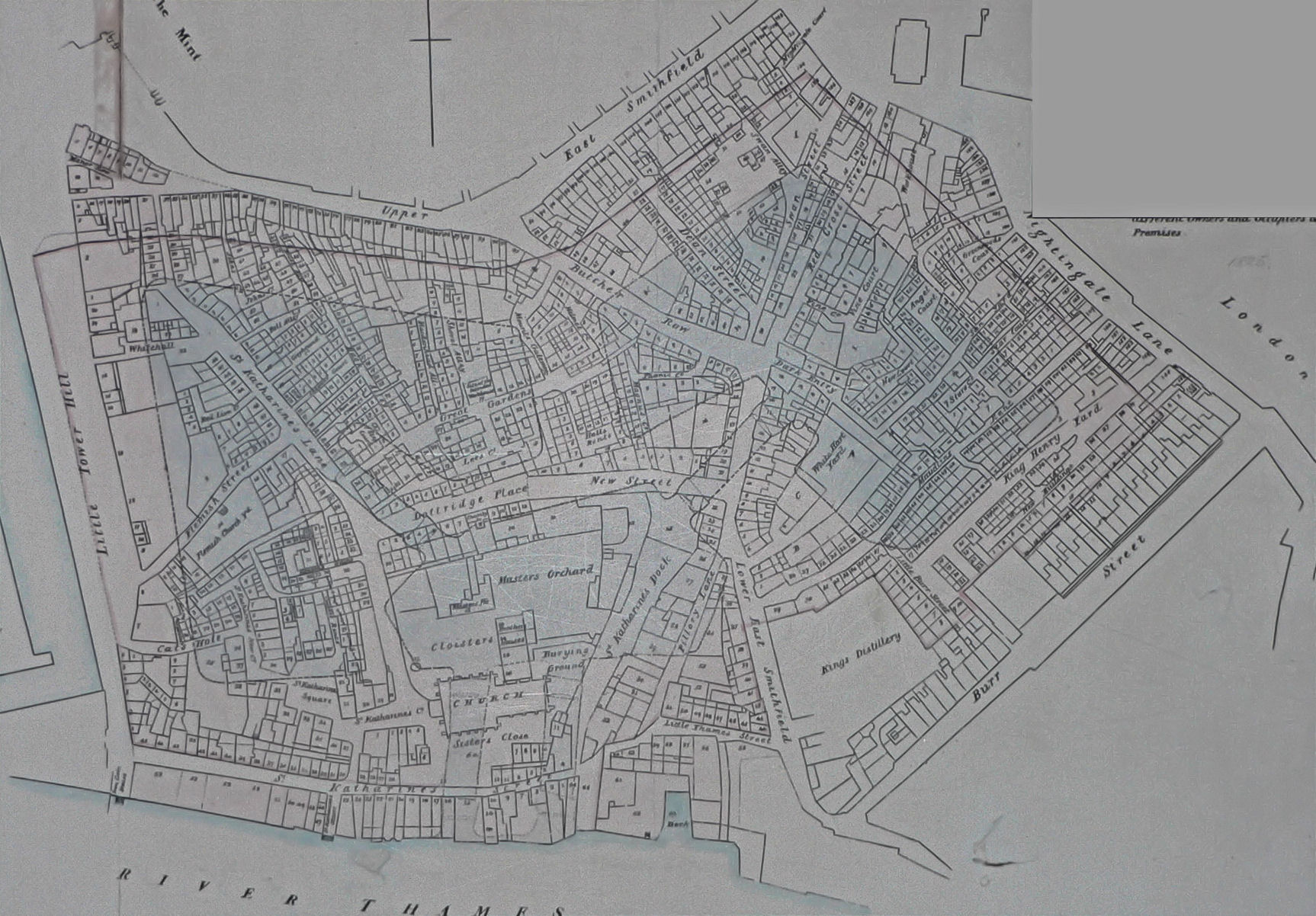
Plan der Straße und Gebäude, die für die St-Katharine-Docks abgerissen wurden inklusive des gesamten Precincts of St Katherine

Der Precinct of St Katharine war eine Verwaltungseinheit in der Tower Division östlich der City of London. Der Stadtteil entstand auf den Ländereien, die zum Krankenhaus St Katharine by the Tower gehörten. Dort siedelten sich im Laufe der Jahrhunderte mehrere tausend Menschen an, so dass St Katherine irgendwann eine eigenständige Besitzung wurde, die direkt dem Lordkanzler unterstand.
St Katharine lag direkt an der Themse, östlich des Towers und südlich von East Smithfield. Mit dem Bau der St Katharine Docks im Jahr 1825 verschwand der Stadtteil. Während die Grundeigentümer eine Entschädigung enthielten, wurden die weiteren Menschen, die dort wohnten, einfach vertrieben.

## Geschichte
Das Krankenhaus St Katharine by the Tower entstand 1146 durch eine Schenkung von Königin Matilda. Diese kaufte 13 Acres (etwa 5,2 Hektar) Land östlich des Tower of London von der Holy Trinity Priory in Aldgate. Matilda gab das Land an ein neu gegründetes Hospital, das sich um die Armenpflege kümmern sollte. Das Land lag direkt östlich des Towers und damit direkt an der City of London. Das Gebiet lag geographisch außerhalb der City, unterstand aber in den ersten Jahrhunderten noch deren Verwaltung.
In den Jahrhunderten nach Etablierung von St Katharine by the Tower siedelten sich bald die ersten Bediensteten und Soldaten des Tower an. Ursprünglich waren alle Grundstücke direkt vom Hospital gepachtet, das eine strikte Aufsicht über die Grundstückseigentümer ausübte. Im Laufe der Zeit wurden jedoch die Grundstücke immer weiter aufgeteilt und die Pachtrechte weiterverkauft, so dass um das Hospital herum eine immer dichtere, unübersichtlichere Mischung aus kleinen Häusern, Kleingewerbe und improvisierten Bauten entstand. An den Freiflächen an der Themse entstanden im Laufe der Zeit zahlreiche Anleger.
Berichte aus der Mitte des 15. Jahrhunderts zeigen, dass sich in St Katharines bereits zu dieser Zeit eine Wohnbevölkerung aus Fremden und anderen in der City wenig erwünschten Menschen angesiedelt hatte. Durch eine Royal Charter aus dem Jahr 1442 verloren City und Londoner Bischof die Herrschaft über das Gebiet. St Katharine mit all seinen Ländereien wurde ein Royal Peculiar mit seiner eigenen Kirchengerichtsbarkeit. Im weltlichen Angelegenheiten unterstand das Gebiet direkt dem Lordkanzler. Unabhängig von der Macht der Londoner Livery Companys konnte sich so Gewerbe nahe der City ansiedeln. Insbesondere Weber und Bierbrauer aus Flandern siedelten sich hier an und schufen Gewerbe.
Das Kloster überstand im 16. Jahrhundert die Auflösung der englischen Klöster, damit was es neben der Westminster Abbey die einzige religiöse Gemeinschaft Londons, die nach der Auflösung noch existierte. Der Plan, den Bezirk den Tower Liberties zuzuschlagen, und damit direkt dem Konstabler des Tower zu unterstellen, scheiterte, da er für den Konstabler ein Minusgeschäft geworden wäre.
Der Ruf von St Katharina war schlecht. In einer Debatte im Unterhaus aus dem Jahr 1601 bezeichnete der Londoner Abgeordnete Stephen Soane den Stadtteil als Senkgrube der Sünde, Kinderstube der leichtlebiger und lüsternen Leute, Hafen der Schurken, Diebe und Bettler, und Erhalter der Faulpelze. Der Survey of London aus dem Jahr 1603 wählt eine ähnliche Beschreibung, und die Geschichtsschreibung des 20. Jahrhunderts folgte den beiden Autoren überwiegend. Erst seit Ende des 20. Jahrhunderts begann sich diese Interpretation zu ändern.
Obwohl in St Katharine um 1640 etwa 3000 bis 4000 Einwohner lebten (~ 57.000–76.000 Ew/km²), war der Ort anscheinend vergleichsweise sauber und gesund. Bei der Großen Pest von London war die Sterblichkeit in St Katharines nur etwa halb so hoch wie in den direkt angrenzenden Stadtbezirken. Eine Quelle aus dem Jahr 1661 berichtet von 771 Häusern in St Katharine, was etwa fünf Einwohnern je Haus entspräche und einer Dichte von 11000 bis 15000 Häusern/km².
Der Stadtteil war vom Großen Brand von London 1666 nicht betroffen, da dieser westlich des Towers endete. Allerdings brachen sowohl in den Jahren 1672, 1721 und 1734 große Feuer aus, die etwa 100 (1672), 40 (1721) und 30 (1734) Häuser zerstörten. Die Zahl der Häuser schwankte den zeitgenössischen Quellen nach zu urteilen stark. Der New View of London aus dem Jahr 1708 berichte von mehr als 850 Häusern im Stadtteil, während eine Quelle aus dem Jahr 1801 von 505 Häusern redet, in denen 2652 Menschen wohnen. 1811 war die Zahl der bewohnten Häuser auf 495 gesunken, in denen 2706 Menschen wohnten. Bis 1821 war die Zahl der bewohnten Häuser auf 421 gesunken, in denen 2624 Menschen lebten.
Das Ende des Stadtteils kam im 19. Jahrhundert, als eine Investmentgesellschaft die St Katharine Docks an der Stelle des Stadtteils bauen wollte. Es gelang ihr, die britische Regierung von ihrem Vorhaben zu überzeugen – unter anderem auch mit überzogenen Darstellungen der furchtbaren Lebensbedingungen in St Katharine. Während das Krankenhaus in das Londoner West End zog und die wenigen Grundeigentümer eine Entschädigung erhielten, standen die Mieter auf der Straße.

## Gebäude
Zu den öffentlichen Gebäuden in St Katharine gehörten neben Kirche und Hospital noch eine Mühle. Die Erhaltung der Stadtuhr war oft Gegenstand öffentlicher Bemühungen, und seit dem 17. Jahrhundert kam auch ein Rathaus für St Katharine dazu.

## Verwaltung
Die Verwaltung des Hospitals und damit auch des Stadtteils unterlag ursprünglich drei geistigen Männer und drei geistigen Frauen zusammen mit einem Master. Dem Master oblag die tägliche Verwaltung. Dieser ernannte auch die niederen Beamten, die sich um Hospital und Bezirk kümmerten. Stammte der Master ursprünglich auch aus dem Orden, handelte es sich seit dem 16. Jahrhundert um Laien. Der Master brauchte für Entscheidungen den Konsens beider geistiger Gruppen, das bedeutet ungewöhnlich für die Zeit, dass die Frauen gleiche Rechte mit den Männern hatte. Die Verwaltung von Hospital und Stadt überlagerte sich. Formal handelte es sich um eine gemeinsame Verwaltung, faktisch waren bestimmte Posten fast ausschließlich mit der Stadt befasst, andere fast ausschließlich mit Kloster und Hospital.